# Alain Beltran
Pour les articles homonymes, voir Beltran.
Alain Beltran est un historien de l'électricité. Il enseigne à l'université de Paris. Il intègre en 1986 le CNRS, et en 1988 en tant que de directeur de recherche à l'Institut d'histoire du temps présent. Il retrace la vie d'entreprise passée et contemporaine en France pour les établissements publics distributeurs d'énergie, de transport public, d'assainissement..

## Publications
- Histoire(s) de l'EDF, comment se sont prises les décisions de 1946 à nos jours, avec J-F Picard et M. Bungener, préface de J. Bouvier, Paris, Dunod, 1984
- La fée Électricité, Paris, Gallimard, coll. « Découvertes Gallimard / Sciences et techniques » (no 122), 1991, 160 p. (ISBN 9782070531462).
- Patrick Coupechoux et Alain Beltran, 1946-1996 Chroniques de nos années lumière, Textuel et EDF, 1996, 110 p.